# 彼得·斯沃博达
彼得·斯沃博达（捷克語：Petr Svoboda，1966年2月14日—），生于莫斯特，捷克男子冰球运动员。他曾代表捷克国家队参加1998年冬季奥林匹克运动会冰球比赛，获得一枚金牌。